# Фродо Бегинс
Фродо Бегинс или Фродо Торбинс (на английски: Frodo Baggins) е измислен герой в произведенията на Дж. Р. Р. Толкин и един от главните герои във „Властелинът на пръстените“. Той е хобит от Графството, който наследява Единствения пръстен от братовчед си Билбо Багинс, наричан фамилиарно „чичо“, и предприема мисията да го унищожи в огньовете на Планината на обречеността в Мордор. Той е споменат в посмъртно публикуваните произведения на Толкин „Силмарилион“ и „Недовършени разкази“ .
Фродо е многократно раняван по време на мисията и с приближаването му към Мордор Пръстенът го обременява все повече. Той се променя, развивайки разбиране и състрадание и избягвайки насилието. При завръщането си в Графството той не е в състояние да се върне към обикновения живот. Две години след унищожаването на Пръстена му е позволено да се качи на кораб до земния рай Валинор.
Името му произлиза от староанглийското име Fróda, което означава „мъдър от опит“. Коментаторите пишат, че той съчетава смелост, безкористност и вярност и че като добър герой изглежда скучноват, но израства чрез стремежа си – негероичен човек, който достига героичен размер.

## Вътрешна история

### Предистория
Фродо е представен във „Властелинът на пръстените“ като братовчед на Билбо Багинс и осиновен наследник. Родителите му, Дрого Багинс и Примула Брендибък, загиват при инцидент с лодка, когато Фродо е на 12 години, през 2980 г. от Третата епоха. Той прекарва следващите девет години от живота си у семейството си по майчина линия, Брендибъкс, в Бренди Хол. На 21 години е осиновен от бездетния Билбо, който го довежда да живее в дома му Торбодън в Графството. 21 години са далеч от възрастта за пълнолетие при хобитите – 33 години. 
Той и Билбо споделят един и същи рожден ден, 22 септември. Билбо Бегинс и Фродо празнуват своя рожден ден на една и съща дата, но Билбо е роден 78 години преди Фродо. В началото на историята, описана в романа „Властелинът на пръстените“, Фродо и Билбо празнуват съответно своите 33-ти и 111-и рожден ден. Действието в романа започва на 22 септември 3001 г. Т.Е. 
Билбо запознава Фродо с елфическите езици и те често ходят заедно на дълги пешеходни преходи.

### Задругата на пръстена
Внимание:  Текстът по-долу разкрива сюжета на произведението (или части от него)!

Фродо става пълнолетен, когато Билбо напуска Графството. Фродо наследява Торбодън и пръстена на Билбо. Гандалф, несигурен за произхода на пръстена, предупреждава Фродо да избягва да го използва и да го пази в тайна (По това време Гандалф все още не знае, че това е един от Пръстените на силата, а още по малко че е Единствения пръстен.) Фродо го държи скрит през следващите седемнадесет години и него използва; пръстенът му дава същото дълголетие, което е дал на Билбо. През 3018 г. Т.Е. Гандалф се завръща в Графството, за да му каже, че това е Единственият пръстен на Черния лорд Саурон, който се стреми да си го върне и използва, за да завладее Средната земя .
Осъзнавайки, че е опасност за Графството Фродо решава да занесе Пръстена в Ломидол – домът на Елронд, могъщ елфически господар, подпомаган от Гандалф. Той тръгва с трима спътници: градинаря му Самознай Майтапер, негов близък приятел, и братовчедите си Мериадок Брендифук и Перегрин Тук. Междувременно най-могъщите слуги на Саурон, Деветте Назгули, са влезли в Графството като Черни ездачи, търсейки Пръстена. Те следват следите на Фродо и почти го прихващат. Хобитите бягат в Олд Форест. Те са причаквани от магията на Старата Върба, но са спасени от Том Бомбадил, който им дава подслон и напътствия. Те са хванати в мъгла на Могилните хълмове от могилен уигъл и са омагьосани. Фродо се освобождава, атакува могилния уигъл и призовава Бомбадил, който отново спасява хобитите и ги изпраща на път.
В кръчмата „Подскачащото пони“ Фродо получава закъсняло писмо от Гандалф и среща мъж, който се нарича Страйдър, дунеданец ; истинското му име е Арагорн. Единственият пръстен се плъзга на пръста на Фродо в общата стая на кръчмата, правейки го невидим. Това привлича Назгулите, които претърсват празните стаи на хобитите през нощта.  Страйдър води групата през блатата.
Докато са разположени на лагер на Уедъртоп, те са нападнати от петима Назгули. Водачът, Кралят-магьосник на Ангмар, пронизва Фродо с моргулско острие, като раната заплашва да го превърне в призрак под контрола на Назгул. Стигайки до Ривендел, той е излекуван от Елронд.
Съветът на Елронд решава да унищожи Пръстена, като го хвърли в Планината на Съдбата в Мордор, царството на Саурон. Фродо, осъзнавайки, че е предопределен за тази задача, пристъпва напред, за да стане Носител на Пръстена . Сформирана е задруга от девет другари, които да му помогнат: хобитите, Гандалф, Арагорн, джуджето Гимли, елфът Леголас и Боромир, мъж от Гондор . Билбо, живеещ в Ривендел, дава на Фродо меча си Жилото и джуджешка ризница, изработена от митрил. Групата, неспособна да премине Мъгливите планини през проход, влиза в мините на Мория.  Фродо е намушкан от орк с копие, но митриловата му ризница спасява живота му.  Гандалф е убит в битка с Балрог .  Арагорн ги отвежда към Лотлориен . Там Галадриел дава на Фродо елфически плащ и фиала, която носи Светлината на звездата Еарендил, за да му помогне в мисията му.
Задругата пътува с лодка по река Андуин и достига поляната на Парт Гален, точно над непроходимите водопади Раурос .  Задругата на пръстена се разделя при Амон Хен, след като Боромир е убит от орките, докато се опитва да защити Мери и Пипин. Той напада орките и дава живота си, за да изкупи вината си, след като се е поддал на силата на Единствения пръстен и се опитва да го отнеме от Фродо. Фродо се измъква, като го слага на пръста си. Това разбива задругата: тя е разпръсната от нахлуващите орки. Фродо избира да продължи търсенето сам, но Сам го следва.

### Двете кули
Фродо и Сам си проправят път през дивата природа, следвани от чудовището А-гъл, което ги следи, опитвайки се да си върне Пръстена, който е загубил от Билбо (както е изобразен в „Хобитът “). Ам-гъл атакува хобитите, но Фродо го покорява с Жилото. Той се смилява над съществото и пощадява живота му, карайки го да обещае да ги преведе през мъртвите блата до Черната порта .   Те намират портата непроходима. Ам-гъл им казва за „друг път“ към Мордор,  и Фродо, въпреки възраженията на Сам, му позволява да ги отведе на юг към Итилиен .  Там те срещат Фарамир, по-малкия брат на Боромир, който ги отвежда в скрита пещера .  Фродо позволява Голъм да бъде заловен от Фарамир, спасявайки живота на Голъм, но го оставяйки да се чувства предаден. Фарамир осигурява провизии на хобитите и ги изпраща, предупреждавайки Фродо да се пази от предателството на Ам-гъл.  
Те минават покрай Минас Моргул, където привличането на Пръстена става непреодолимо, и се изкачват по Безкрайната стълба, за да преминат в Мордор.  На върха влизат в тунел, без да знаят, че това е домът на гигантския паяк Корубана. Ам-гъл се надява да му предаде хобитите и да си върне Пръстена, след като паякът ги убие. Коробана ухапва Фродо, принуждавайки го да загуби съзнание, но Сам я прогонва с Жилото и фиалата на Галадриел.  Вярвайки, че Фродо е мъртъв, Сам взема Пръстена и продължава мисията. Скоро обаче той чува как орки отвеждат Фродо за разпит, казвайки, че той е все още жив.

### Завръщането на краля
Сам спасява Фродо и връща Пръстена.  Облечени в събрана от оркска броня, те тръгват, следвани от Голъм.  При Планината на Съдбата Фродо влиза в пропастта, където Саурон е изковал Пръстена. Тук Фродо губи волята да унищожи Пръстена и го слага, заявявайки го за себе си. Голъм атакува невидимия Фродо, отхапвайки пръста му и си връщайки Пръстена. Докато танцува във възторг, Голъм пада с Пръстена в огнените Пукнатини на Съдбата. Пръстенът е унищожен, а с него и силата на Саурон. Фродо и Сам са спасени от Великите Орли, докато Планината на Съдбата изригва, унищожавайки Мордор. 
След коронацията на Арагорн, четиримата хобити се завръщат у дома.  Те откриват, че падналият магьосник Саруман и неговите агенти са превзели Графството и са започнали да го индустриализират. Фродо и неговите спътници водят бунт и побеждават натрапниците. Дори след като Саруман се опитва да намушка Фродо, Фродо го пуска, само за да бъде убит от неговия юнак Грима Червееустия .  Хобитите възстановяват Графството до предишното му състояние на мир и добронамереност. Въпреки че е успешен в мисията си, Фродо никога не се възстановява от физическите и емоционалните рани, които е претърпял по време на мисията. След две години Фродо и Билбо, като Носители на Пръстените, получават разрешение да преминат към Валинор . 

## Родословието на Фродо
|  |  |  |  | Балбо Бегинс                    | Балбо Бегинс                    | Балбо Бегинс                    | Балбо Бегинс                    | Балбо Бегинс                    | Балбо Бегинс                    |  |  | Берила Бофин | Берила Бофин | Берила Бофин | Берила Бофин | Берила Бофин | Берила Бофин |       |       |                  |                  |                  |                  |                  |                  |             |             |             |             |                   |                   |                   |                   |                   |                   |             |             |             |             |             |             |      |      |
|  |  |  |  | Балбо Бегинс                    | Балбо Бегинс                    | Балбо Бегинс                    | Балбо Бегинс                    | Балбо Бегинс                    | Балбо Бегинс                    |  |  | Берила Бофин | Берила Бофин | Берила Бофин | Берила Бофин | Берила Бофин | Берила Бофин |       |       |                  |                  |                  |                  |                  |                  |             |             |             |             |                   |                   |                   |                   |                   |                   |             |             |             |             |             |             |      |      |
|  |  |  |  |                                 |                                 |                                 |                                 |                                 |                                 |  |  |              |              |              |              |              |              |       |       |                  |                  |                  |                  |                  |                  |             |             |             |             |                   |                   |                   |                   |                   |                   |             |             |             |             |             |             |      |      |
|  |  |  |  |                                 |                                 |                                 |                                 |                                 |                                 |  |  |              |              |              |              |              |              |       |       |                  |                  |                  |                  |                  |                  |             |             |             |             |                   |                   |                   |                   |                   |                   |             |             |             |             |             |             |      |      |
|  |  |  |  | Мунго (прадядо на Билбо Бегинс) | Мунго (прадядо на Билбо Бегинс) | Мунго (прадядо на Билбо Бегинс) | Мунго (прадядо на Билбо Бегинс) | Мунго (прадядо на Билбо Бегинс) | Мунго (прадядо на Билбо Бегинс) |  |  | Ларго Бегинс | Ларго Бегинс | Ларго Бегинс | Ларго Бегинс | Ларго Бегинс | Ларго Бегинс |       |       | Танта Хорнблоуър | Танта Хорнблоуър | Танта Хорнблоуър | Танта Хорнблоуър | Танта Хорнблоуър | Танта Хорнблоуър |             |             |             |             |                   |                   |                   |                   |                   |                   |             |             |             |             |             |             |      |      |
|  |  |  |  | Мунго (прадядо на Билбо Бегинс) | Мунго (прадядо на Билбо Бегинс) | Мунго (прадядо на Билбо Бегинс) | Мунго (прадядо на Билбо Бегинс) | Мунго (прадядо на Билбо Бегинс) | Мунго (прадядо на Билбо Бегинс) |  |  | Ларго Бегинс | Ларго Бегинс | Ларго Бегинс | Ларго Бегинс | Ларго Бегинс | Ларго Бегинс |       |       | Танта Хорнблоуър | Танта Хорнблоуър | Танта Хорнблоуър | Танта Хорнблоуър | Танта Хорнблоуър | Танта Хорнблоуър |             |             |             |             |                   |                   |                   |                   |                   |                   |             |             |             |             |             |             |      |      |
|  |  |  |  |                                 |                                 |                                 |                                 |                                 |                                 |  |  |              |              |              |              |              |              |       |       |                  |                  |                  |                  |                  |                  |             |             |             |             |                   |                   |                   |                   |                   |                   |             |             |             |             |             |             |      |      |
|  |  |  |  |                                 |                                 |                                 |                                 |                                 |                                 |  |  |              |              |              |              | Фоско        | Фоско        | Фоско | Фоско | Фоско            | Фоско            |                  |                  | Руби Болгър      | Руби Болгър      | Руби Болгър | Руби Болгър | Руби Болгър | Руби Болгър |                   |                   |                   |                   |                   |                   |             |             |             |             |             |             |      |      |
|  |  |  |  |                                 |                                 |                                 |                                 |                                 |                                 |  |  |              |              |              |              | Фоско        | Фоско        | Фоско | Фоско | Фоско            | Фоско            |                  |                  | Руби Болгър      | Руби Болгър      | Руби Болгър | Руби Болгър | Руби Болгър | Руби Болгър |                   |                   |                   |                   |                   |                   |             |             |             |             |             |             |      |      |
|  |  |  |  |                                 |                                 |                                 |                                 |                                 |                                 |  |  |              |              |              |              |              |              |       |       |                  |                  |                  |                  |                  |                  |             |             |             |             |                   |                   |                   |                   |                   |                   |             |             |             |             |             |             |      |      |
|  |  |  |  |                                 |                                 |                                 |                                 |                                 |                                 |  |  |              |              |              |              |              |              |       |       |                  |                  |                  |                  |                  |                  |             |             |             |             |                   |                   |                   |                   |                   |                   |             |             |             |             |             |             |      |      |
|  |  |  |  |                                 |                                 |                                 |                                 |                                 |                                 |  |  |              |              | Дора         | Дора         | Дора         | Дора         | Дора  | Дора  |                  |                  | Дрого            | Дрого            | Дрого            | Дрого            | Дрого       | Дрого       |             |             | Примула Брендифук | Примула Брендифук | Примула Брендифук | Примула Брендифук | Примула Брендифук | Примула Брендифук |             |             | Дудо        | Дудо        | Дудо        | Дудо        | Дудо | Дудо |
|  |  |  |  |                                 |                                 |                                 |                                 |                                 |                                 |  |  |              |              | Дора         | Дора         | Дора         | Дора         | Дора  | Дора  |                  |                  | Дрого            | Дрого            | Дрого            | Дрого            | Дрого       | Дрого       |             |             | Примула Брендифук | Примула Брендифук | Примула Брендифук | Примула Брендифук | Примула Брендифук | Примула Брендифук |             |             | Дудо        | Дудо        | Дудо        | Дудо        | Дудо | Дудо |
|  |  |  |  |                                 |                                 |                                 |                                 |                                 |                                 |  |  |              |              |              |              |              |              |       |       |                  |                  |                  |                  |                  |                  |             |             |             |             |                   |                   |                   |                   |                   |                   |             |             |             |             |             |             |      |      |
|  |  |  |  |                                 |                                 |                                 |                                 |                                 |                                 |  |  |              |              |              |              |              |              |       |       |                  |                  |                  |                  |                  |                  |             |             |             |             |                   |                   |                   |                   |                   |                   |             |             |             |             |             |             |      |      |
|  |  |  |  |                                 |                                 |                                 |                                 |                                 |                                 |  |  |              |              |              |              |              |              |       |       | Фродо            | Фродо            | Фродо            | Фродо            | Фродо            | Фродо            |             |             | Дейзи       | Дейзи       | Дейзи             | Дейзи             | Дейзи             | Дейзи             |                   |                   | Грифо Бофин | Грифо Бофин | Грифо Бофин | Грифо Бофин | Грифо Бофин | Грифо Бофин |      |      |
|  |  |  |  |                                 |                                 |                                 |                                 |                                 |                                 |  |  |              |              |              |              |              |              |       |       | Фродо            | Фродо            | Фродо            | Фродо            | Фродо            | Фродо            |             |             | Дейзи       | Дейзи       | Дейзи             | Дейзи             | Дейзи             | Дейзи             |                   |                   | Грифо Бофин | Грифо Бофин | Грифо Бофин | Грифо Бофин | Грифо Бофин | Грифо Бофин |      |      |